# ببیلا
ببیلا (به عربی: ببیلا) یک منطقهٔ مسکونی در سوریه است که در مرکز ریف دمشق واقع شده‌است.

## خصوصیات
ببیلا ۵۰٬۸۸۰ نفر جمعیت دارد.